# Derechos de estola
Los derechos de estola eran las retribuciones que las parroquias concedían a los presbíteros o diáconos por las funciones sacerdotales durante las cuales lleva la estola, especialmente en las amonestaciones, los casamientos, los bautismos, los entierros, etc. 
Estos eran en su origen donativos voluntarios, en materia o en dinero, que los fieles daban por reconocimiento a su cura por sus trabajos, y aunque la Iglesia ha mantenido siempre el principio de los Sacramentos y generalmente todo lo que se llama spiritualia Ecclesiæ, deben distribuirse gratuitamente, y condena como simonía todo pago de una función eclesiástica, por otra parte ha autorizado constantemente al sacerdote y al diácono para que acepten honorarios voluntarios por ciertos servicios de su ministerio; y poco a poco estos donativos espontáneos llegaron a ser una observancia regular y considerados como un suplemento necesario al mantenimiento de los eclesiásticos de las parroquias, sobre todo desde que los bienes de la Iglesia y sus rentas, procedentes del diezmo y de otras fuentes, pasaron a manos de los seglares.
Partiendo de este punto de vista, considerándolos como donativos voluntarios, pero al mismo tiempo como retribuciones consagradas por el uso secular y debiendo servir para el sostén del clero, la Iglesia recomienda seriamente a los fieles que no se priven del sacerdote y permite hasta contra los recalcitrantes, la intervención de la autoridad y la aplicación de las censuras eclesiásticas.
Estos derechos de estola formaban, bien una parte regular del beneficio que se cuentan entre las rentas del cura o el diácono, bien una parte accesoria, que a causa de su naturaleza precaria se consideraba como puramente cantal, en oposición a la renta fija. La cifra de los derechos de estola, se fijaba, bien por la costumbre, bien por reglamentos aprobados por los obispos que los hacían obligatorios. Los curas no podían traspasar la cifra de las tasas consignadas en estos reglamentos; en cambio, estaban sostenidos en general por la autoridad civil y los tribunales en la percepción de las tasas legítimas. 
Los feligreses pobres tienen, según el espíritu del Derecho canónico, opción a la administración gratuita de todos los sacramentos y de todas las bendiciones de la Iglesia. Los sacramentos de la Penitencia, de la Eucaristía y de la Extremaunción, deben en general administrarse sin retribución a fin de que en ningún caso ningún fiel se encuentre distante de las gracias sacramentales por causa de indigencia.